# Vrhaveč
Vrhaveč település Csehországban, a Klatovyi járásban. Vrhaveč Týnec, Strážov, Mochtín, Klatovy, Javor és Běšiny településekkel határos. Lakosainak száma 916 fő (2024. január 1.).

## Népesség
A település lakosságának változását az alábbi diagram mutatja:
| Lakosok száma | 992  | 921  | 1132 | 916  | 814  | 778  | 897  | 870  | 873  | 916  |
|               | 1869 | 1890 | 1921 | 1950 | 1980 | 2001 | 2017 | 2019 | 2022 | 2024 |